# St Trinian's
St Trinian's (bra: Escola para Garotas Bonitas e Piradas; prt: Giras e Passadas) é um filme britânico de 2007, do gênero comédia, dirigido por Oliver Parker e Barnaby Thompson, com roteiro de Piers Ashworth, Jamie Minoprio, Nick Moorcroft e Jonathan M. Stern baseado em obras de cartunista Ronald Searle.

## Sinopse
Em crise financeira, a escola para moças St. Trinian's recebe a visita da administradora Camilla, enviada pelo ministro da Educação para sanar as finanças da instituição e torná-la "respeitável".